# ペアレンタルコントロール (ソフトウェア)
ペアレンタルコントロール（英語表記：Parental Controls）とは、Appleが開発するペアレンタルコントロールのソフトウェアである。Mac OS X v10.4から搭載されている。使用できるソフトウェアの制限や使用時間の制限、使用したソフトウェアのログが記録できる機能などがある。
macOS Catalinaでは廃止され、現在では同機能はスクリーンタイム及びファミリー共有に移行されている。